# Imunidade mediada por célula
A imunidade mediada por célula é uma forma de resposta imunológica que não envolve anticorpos.
Historicamente, o sistema imunológico foi separado em dois ramos: imunidade humoral, para a qual a função de proteção da imunização pode ser encontrada no humor (fluido corporal livre de células ou plasma sangüíneo) e 'imunidade celular' , para a qual a função protetora da imunização estava associada às células. Células CD4 ou  células T auxiliares fornecem proteção contra diferentes patógenos. As células T maduras, que ainda não encontraram um antígeno, são convertidas em células T efetoras ativadas após encontrarem células apresentadoras de antígenos (APCs). Estas APCs, tais como macrófagos, células dendríticas, e células B em algumas circunstâncias, carregam peptídeos antigênicos no  MHC da célula, por sua vez, apresentando o péptido para receptores nas células T. As mais importantes dessas APCs são células dendríticas altamente especializadas; concebivelmente operando apenas para ingerir e apresentar antígenos.

## Mecanismo
A imunidade mediada por célula consiste na ativação de macrófagos por meio de linfócitos T auxiliares para eliminar microrganismos fagocitados. Pode também se referir à ativação de linfócitos T citotóxicos para eliminar as células infectadas, em conjunto com os reservatórios da infecção. É um mecanismo eficiente para eliminar-se organismos intracelulares, os antígenos.
A ligação dos linfócitos  ou macrófagos é chamada de sinapse imunológica enquanto as células mediadoras dessa resposta imune são genericamente chamadas de células imunocompetentes .